# Poulholm
Poulholm (tidligere Poppelholm) er en gård, der nævnes første gang i 1812 ved en Auktion. Gården ligger i Blære Sogn, Aars Herred, Ålborg Amt, Aars Kommune. Hovedbygningen er opført i 1912
Poulholm Gods er på 131,5 hektar

## Ejere af Poulholm
- (1800-?)    Niels Poulsen køber 3 gårde og opretter/bygger Poulholm.
- (1812) Petrea Asp
- (1812-1850) N. Poulsen / A. Frederiksen
- (1850-1863) A. Frederiksen
- (1863-1873) Christian Sahl
- (12-2-1873 til 29-1-1891) Frederik Ludvig Spliid
- (29-1-1891 til 19-2-1901) Ingeborg Frederikke Hansen gift Spliid
- (19-2-1901 til 1-5-1906) Jørgen Hansen Spliid / Otto Frederik Spliid
- (1-5-1906 til 1-11-1958) Otto Frederik Spliid
- (1-11-1958 til 30-6-1975) Holch Otto Frederik Spliid
- (1-7-1975 til 26-1-1976) Boet efter Holch Otto Frederik Spliid
- (26-1-1976-) Holch Eiler Monrad Spliid